# Fools gold
Fools gold is een single van The Stone Roses. Het is niet afkomstig van een van hun reguliere studioalbums. Als een van de grootste hits van de band, werd het wel opgenomen in hun verzamelalbums. De single verscheen in een platenhoes ontworpen door John Squire getiteld Double Dordai Dopplegänger. Het lied werd in het Verenigd Koninkrijk gezien als bewijs dat de Madchester (variatie op Manchester) aan populariteit won.
Fools gold werd samen met What the world is waiting for geschreven bandleden Ian Brown en John Squire. Opnamen vonden plaats met muziekproducent John Leckie in de Sawmills Studios in Cornwall en Battery Studios in Londen. De bandleden zagen in What the world is waiting for de ideale A-kant, de manager bij Silvertone Records vond dat van Fools gold. De oplossing lag in het midden, een single met twee A-kanten. Voor de compact discsingle was er natuurlijk geen verschil.
Fools gold kent een aantal inspiratiebronnen:
- The funky drummer van James Brown, het lied waarop de drumcarrière van Reni gebaseerd is;
- Know how van Young MC, dat weer gebaseerd is op Theme from Shaft van Isaac Hayes
- These Boots Are Made for Walkin' van Nancy Sinatra
- Apache van Incredible Bongo Band
- Markies de Sade, via The Velvet Undergrounds Venus in furs
- Red Hot Chilli Peppers, baslijn
- The Treasure of the Sierra Madre, film met Humphrey Bogart (vrienden op zoek naar goud, hoe dichterbij ze komen, hoe meer de onderlinge verhoudingen verslechteren).

Het nummer inspireerde weer anderen:
- Run DMC gebruikte in 1990 de baslijn voor What’s it all about?; Ian Brown ontmoette Reverend Run in 1999 en dacht dat die hem niet zou kennen, maar voordat Brown zich aan Run kon voorstellen zong die het basloopje al voor hem;
- Aaliyah mixte het met If your girl only knew voor een bootlegalbum
- Bananarama gebruikte een sample voor hun Only our love
- Wretch32 gebruikte het in Unorthodox
- Tall Paul maakte in 1995 een remix
- Grooverider maakte in 1999 een remix
- het is te horen in videospelletjes als Grand Theft Auto: San Andreas soundtrack
- het is te horen in de film Lock, Stock and Two Smoking Barrels van Guy Ritchie

Fools gold werd begeleid door een videoclip waarbij de bandleden lopen in het vulkanisch landschap van Lanzarote, een van de Canarische Eilanden. De 12"-versie duurt bijna tien minuten.

## Hitnotering
Voor wat betreft de hitgevoeligheid liet de Verenigde Staten het afweten. In het Verenigd Koninkrijk was het beduidend anders. In eerste instantie stond het veertien weken genoteerd op de grens van 1989 en 1990. Een hoogste plaats werd positie 8. Echter in later in 1990, in 1991, in 1992 en in 1995 kwam de single terug in die hitparade. Voor Nederland en België geldt dat Fools gold de enige hit was van de band.

### Nederlandse Top 40
| Positie: | 30 | 20 | 12 | 9 | 8 | 8 | 14 | 33 | uit |

### NederlandseNationale Hitparade Top 100
| Positie: | 90 | 78 | 53 | 40 | 27 | 21 | 16 | 11 | 10 | 14 | 26 | 45 | 72 | 100 | uit |

### BelgischeBRT Top 30
Fools gold balanceerde op de rand van deze hitparade.
| Positie: | 28 | - | 23 | - | 18 | 29 | uit |

### Voorloper VlaamseUltratop 50
| Positie: | 45 | 43 | 43 | 29 | 33 | 27 | 38 | 45 | uit |

### NPO Radio 2 Top 2000
| Nummer met noteringen in de NPO Radio 2 Top 2000 | '14  | '15  | '16  | '17  |
| ------------------------------------------------ | ---- | ---- | ---- | ---- |
| Fools gold                                       | 1661 | 1840 | 1932 | 1997 |

1. ↑  Een vetgedrukt getal geeft de hoogste notering aan.
2. ↑  2014 was het eerste jaar met een notering voor dit nummer.
3. ↑  Deze tabel is bijgewerkt tot en met de laatste editie (2024).